# Болдуин, Айрленд
А́йрленд Э́лиси Бо́лдуин (англ. Ireland Basinger-Baldwin; род. 23 октября 1995, Лос-Анджелес, Калифорния) — американская модель и актриса, кинопродюсер, диджей, дочь Ким Бейсингер и Алека Болдуина. Она также является племянницей актёров Стивена, Дэниела, Уильяма Болдуина и двоюродной сестрой модели Хейли Бибер. У неё есть три младших единокровных сестры, Кармен, Люсия и Илария, и четыре единокровных брата, Рафаэль, Леонардо, Ромео и Эдуардо, дети от второго брака её отца.

## Биография

### Ранние годы
Через отца Болдуин происходит от пассажира Мэйфлауэр, Джона Хоуленда (1592—1673), и благодаря этой линии, 14-е поколение её семьи родилось в Северной Америке и 15-е поколение живёт в Северной Америке. В 2007 году, когда ей было 11 лет, она привлекла к себе внимание средств массовой информации после того, как отец оставил ей гневное голосовое сообщение, которое получило огласку. Он назвал её «легкомысленной маленькой свиньей».

## Карьера
С детства Айрленд мечтала стать моделью. В подростковом возрасте она страдала различными пищевыми расстройствами, в том числе нервной анорексией. В 2013 году подписала контракт с модельным агентством Нью-Йорка IMG Models. В апреле Болдуин дебютировала в модельном бизнесе в редакционной статье о купальных костюмах для New York Post. В мае она появилась в журнале W Trend’sIt Trend, It Girl. В июне снимки Болдуин появились в журнале "Vanity Fair’s ", её фотографировал Патрик Демаршелье для выпуска. Журнал Elle взял интервью у Болдуин в сентябрьском выпуске 2013 года. Статья сопровождалась интервью, Айрленд снимал фотограф Томас Уайтсайд, стиль от Джо Зи. Брюс Вебер снимал её для журнала DuJour. Болдуин также дебютировала в фильме «Grudge Match», сыграв более молодую версию персонажа Ким Бейсингер, Салли.
В 2014 году Айрленд присутствовала на 86-й ежегодной церемонии вручения премии Оскар вместе с Нэнси О’Делл и Джо Зи, в качестве корреспондентов СМИ для Entertainment Tonight.
В апреле 2015 года, после пребывания в реабилитационном центре, Болдуин ушла из IMG Models. Затем Болдуин подписала контракт с DT Model Management в июне 2015 года.
В 2014 году Айрленд приняла участие в показе Donna Karan. В 2015 году назначена лицом компании Rampage.
В 2017 году Болдуин участвовала в кампаниях True Religion Jeans and Guess. В мае Болдуин украсила обложки Elle Bulgaria, L’Officiel Ukraine и Marie Claire Mexico. Болдуин также появилась в фильме «Незваный гость» в роли главной героини Мейси Дункан.
В 2018 году она позировала голой для PETA «Я лучше пойду голой, чем буду носить мех», двадцать четыре года после того, как её мать сделала то же самое для знаменитой кампании против меха. В рекламном ролике Болдуин заявила, что в её контракте четко прописана политика «без меха». В сентябре Бейсингер-Болдуин украсили обложку Grazia, их снимал Ю. Цай.
В 2019 году Болдуин была приглашена в качестве диджея вместе с Кэролайн Д’Амор на 3-ю годовщину ресторана Norah. Тем не менее, Болдуин призналась, что она «определенно не полноценный DJ».
Девушка не стремится дальше развивать актерскую карьеру, но в 2025 её отец запустил собственное документальное шоу  " Болдуины ", где заснял всех детей.

### Личная жизнь
С 2012 по 2013 года встречалась со Слейтером Траутом. В 2014 году у неё были отношения с рэп-звездой Эйнджел Хэйз. Через год они расстались. В 2020 году девушка стала встречаться с португальским музыкантом Андре Алленом Аньосом. Спустя год возлюбленные заключили брак. 18 мая 2023 года у супругов родилась дочь Холланд.